# 縵家継
縵 家継（かつら/かずら の いえつぐ、生没年不詳）は、平安時代初期の官人。姓は連。官位は外従五位下・越中権介。

## 概要
縵氏（縵連）はかつらの製作を担当した縵部の伴造氏族で、百済系渡来氏族の狛氏を出自とする。
嵯峨朝の大同5年（810年）正月に外従五位下に叙され、薬子の変終結後の同年10月に大膳亮に任ぜられる。弘仁3年（812年）典薬助に遷るが、翌弘仁4年（813年）越中権介として地方官に転じた。

## 官歴
『日本後紀』による。
- 時期不詳：正六位上
- 大同5年（810年） 正月7日：外従五位下。10月19日：大膳亮
- 弘仁3年（812年） 2月23日：典薬助
- 弘仁4年（813年） 2月13日：越中権介